# Dora del Hoyo
Salvadora Honorata "Dora" del Hoyo Alonso (Boca de Huérgano, León, 11 de enero de 1914-Roma, 10 de enero de 2004) fue una empleada de hogar española, fiel del Opus Dei. En 2012 se abrió su proceso de canonización, ya que murió con fama de santidad y son muchas las personas en todo el mundo que acuden a su intercesión.

## Biografía

### Infancia y juventud
Dora nació en la localidad leonesa de Boca de Huérgano, en el seno de una familia de labradores. Asistió a la escuela seis años, aprendiendo a leer con el único libro que había en el pueblo: Don Quijote de la Mancha. Dora soñó con poder montar un hotel en Madrid en el que todos se sintieran como si estuvieran en familia. Cuando tuvo edad para marcharse, se instaló en Madrid. En la capital de España trabajó como criada de la marquesa de Almunia. Su saber hacer hizo que pronto otras familias le ofrecieran mejores condiciones y salario. Por ello, pasó a trabajar en la residencia de los duques de Nájera y, posteriormente trabajó para la familia de un diplomático alemán, con los que tenía pensado trasladarse a Berlín.

### Encuentro con Josemaría Escrivá en el C.M. Moncloa
En 1944, con veintinueve años comenzó a trabajar como empleada en el Colegio Mayor Moncloa (Madrid), primera residencia de estudiantes del Opus Dei. Allí conoció a san Josemaría Escrivá. Después de comprender lo que significaba la santificación del trabajo descubrió la llamada de Dios en el Opus Dei. Fue la primera mujer que pidió la admisión en el Opus Dei a san Josemaría como numeraria auxiliar. Esto es, con la decisión de contribuir con su trabajo profesional, —la atención doméstica— al ambiente de familia característico de las residencias desde donde el Opus Dei proporciona formación cristiana.

### Roma
En diciembre de 1946, se trasladó a Roma, respondiendo a la invitación del fundador del Opus Dei. Se encargó, junto a otras mujeres, del servicio doméstico en el primer centro del Opus Dei en la ciudad eterna.
Desde entonces, hasta su muerte, colaboró en la formación de diversas jóvenes de todo el mundo a quien les trataba de inculcar que se podían encontrar a Dios a través de las labores del hogar. Le gustaba considerar que no hay cosas de poca importancia, todo depende del amor con el que se realiza.

## Fama de santidad
“Dora tuvo una gran importancia para el Opus Dei, por su fidelidad y por su trabajo perfectamente acabado, adornado con su humildad de hacer y desaparecer. Fue discípula de la escuela de la Virgen, según el espíritu de San Josemaría. Por eso ha sido tan eficaz hasta el final de su vida. No quiso ninguna gloria, ninguna consideración y entregó el cien por cien, toda su vida”.
Su cuerpo fue enterrado en Santa María de la Paz, iglesia prelaticia del Opus Dei, cerca de los restos de Josemaría Escrivá, fundador del Opus Dei.

### Proceso de Canonización
El 18 de junio de 2012 monseñor Javier Echevarría, Prelado del Opus Dei, inició en Roma el proceso de canonización de Dora. Durante la ceremonia, el Prelado declaró: 
“Estoy cada vez más convencido del papel fundamental que esta mujer ha tenido y tendrá en la vida de la Iglesia y de la sociedad. El Señor llamó a Dora del Hoyo a ocuparse de tareas similares a las desarrolladas por la Virgen María en la casa de Nazaret (...) El ejemplo cristiano de esta mujer, con su fidelidad a la vida cristiana, contribuirá a mantener vivo el ideal del espíritu de servicio y a difundir en nuestra sociedad la importancia de la familia, auténtica Iglesia doméstica, que ella supo encarnar con su trabajo diario, generoso y alegre”.